# Monarch (Walker)
Monarch war eine britische Automobilmarke, die 1912–1914 von R. Walker & Sons in Tyseley bei Birmingham gefertigt wurde.
Es wurde nur ein Modell gefertigt, der 8 hp. Der leichte, offene Tourenwagen besaß einen V2-Motor mit 1,0 l Hubraum, nach Wahl des Kunden luft- oder wassergekühlt. Der Radstand betrug 2.134 mm.
1914 wurde die Fertigung kriegsbedingt eingestellt.

## Modelle
| Modell | Bauzeitraum | Zylinder | Hubraum | Radstand |
| ------ | ----------- | -------- | ------- | -------- |
| 8 hp   | 1912–1914   | 2 V      | 964 cm³ | 2134 mm  |

## Quelle
- David Culshaw & Peter Horrobin: The Complete Catalogue of British Cars 1895–1975. Veloce Publishing plc. Dorchester (1999). ISBN 1-874105-93-6